# A la deriva (película de 2018)
A la deriva (título original en inglés: Adrift) es una película estadounidense de drama y romance dirigida por Baltasar Kormákur y escrita por David Branson Smith, Aaron Kandell y Jordan Kandell. La película es protagonizada por Shailene Woodley y Sam Claflin, y cuenta la historia real de una pareja que se queda a la deriva en mitad del Océano Pacífico y debe navegar hasta Hawái sin comunicación o herramientas de navegación. Adrift fue estrenada el 1 de junio de 2018 por STXfilms.

## Sinopsis
Adrift está basada en una historia real, contada en modo racconto, y empieza en un yate semidestruido en medio del océano. Anteriormente, dos jóvenes navegantes y aventureros, Tami Oldham y Richard Sharp, quienes disfrutan de su momento vital y su juventud, reciben un encargo que les viene casi como anillo al dedo: un matrimonio dueño de un yate oceánico le pide a Sharp que navegue con su yate hasta Estados Unidos. 
Es así como la pareja emprende un viaje por el océano en 1983, pero, sin advertirlo, navegan directamente hacia un huracán. Después de la tormenta, Tami despierta y encuentra a Richard, quien ha resultado herido tras volcarse el yate, que ha quedado en ruinas. Por desgracia, pese a haber sobrevivido al huracán, algunas dudas empiezan a crecer respecto a la supervivencia de la pareja en medio del océano a bordo de un yate destartalado.

## Reparto
| Actor               | Personaje     |
| ------------------- | ------------- |
| Shailene Woodley    | Tami Oldham   |
| Sam Claflin         | Richard Sharp |
| Jeffrey Thomas      | Peter         |
| Elizabeth Hawthorne | Christine     |

## Producción
Adrift fue adquirida por STX Entertainment en febrero de 2017 para producir y distribuir la película, la cual sería protagonizada por Shailene Woodley como Tami Oldham y sería dirigida por Baltasar Kormákur desde un guion de Aaron y Jordan Kandell, quienes también producirían el filme, junto a Kormákur a través de RVK Studios. En abril de 2017, Miles Teller entró en negociaciones para aparecer junto Woodley, con quien ya ha colaborado 4 veces antes. Sin embargo, en mayo de 2017, Sam Claflin se unió a la película para reemplazar a Teller, quien tuvo que dejar el papel debido a «conflictos de agenda».
La fotografía principal fue hecha en julio de 2017 en Fiyi.

## Estreno
Adrift fue estrenada el 1 de junio de 2018 en Estados Unidos por STX Entertainment.

## Recepción
Adrift recibió reseñas generalmente positivas de parte de la crítica y de la audiencia. En la página web Rotten Tomatoes, la película obtuvo una aprobación de 70%, basada en 83 reseñas, con una calificación de 6.2/10, mientras que de parte de la audiencia tuvo una aprobación de 86%, basada en 393 votos, con una calificación de 4.4/5.
Metacritic le dio a la película una puntuación 56 de 100, basada en 28 reseñas, indicando «reseñas mixtas». Las audiencias encuestadas por CinemaScore le han dado a la película una "B" en una escala de A+ a F, mientras que en el sitio web IMDb los usuarios le han dado una calificación de 6.7/10, sobre la base de 560 votos.